# Ричи Блекмор
Ричард Хју Блекмор (енгл. Richard Hugh Blackmore; Вестон на Меру, 14. април 1945) енглески је гитариста, који је био оснивачки члан хард рок група Deep Purple и Rainbow. Он је напустио Deep Purple 1993. године због растуће свађе између њега и других чланова без обзира на обновљен комерцијални успех. Његов тренутни бенд је Blackmore's Night који изводи првенствено ренесансну музику.